# Giuseppe Carelli (giocatore di baseball)
Giuseppe Carelli (Pescara, 14 agosto 1958) è un ex giocatore di baseball e allenatore di baseball italiano.
È considerato uno dei più grandi battitori della storia italiana, tanto da essere inserito nella Hall of fame del baseball e del softball italiani.

## Biografia
Da giovanissimo si trasferisce con la famiglia a Codogno, dove inizia a giocare a baseball a 11 anni con la squadra ragazzi e l'anno seguente negli allievi allenati da Francesco Stroppa, che lo prova subito come lanciatore.
A soli 13 anni debutta in prima squadra in Serie C con l’allenatore bresciano Carlo Olivari.
Nel 1974 è convocato nella nazionale juniores e debutta a San Remo contro la nazionale dei Paesi Bassi, ottenendo il suo primo fuoricampo ufficiale. Qui viene notato dal Milano Baseball, guidato da David Phares e Silvano Ambrosioni, che nel 1975 lo prendono in squadra.
L'anno seguente torna a giocare nel Codogno Baseball, contribuendo con un grande slam nella partita finale alla conquista del titolo di Campione d'Italia da parte della squadra dei biancoazzurri.
Dopo la vittoria con il Codogno, nel 1977 si trasferisce a Rimini per giocare nella Derbigum Rimini di Cesare Zangheri e da qui inizia la sua lunga carriera riminese che fino al 1995 (con una parentesi a San Marino nel 1988) gli permette di conquistare 6 scudetti e una lunga serie di record:
- 116 presenze in nazionale italiana
- Miglior battitore ai Mondiali del 1986 nei Paesi Bassi con una media battuta di .478
- 220 fuoricampo
- 926 punti battuti a casa
- 1151 battute valide
- 873 partite ufficiali giocate
- Maggior fuoricampista nel 1983 con 30 HR e con 1079 di media bombardieri
- Maggior numero di punti battuti a casa nel 1988 con 56 PBC
- Miglior battitore nel 1992 con una media battuta di .442

È stato capitano della nazionale italiana alle Olimpiadi di Los Angeles del 1984.
Ritiratosi come giocatore nel 1995 per problemi al ginocchio, si è dedicato alla carriera di allenatore e scrittore di baseball, tra cui si segnala il libro: Il lanciatore scomparso edito nel 2019 da Rusconi.